# Andre Arendse
Andre Leander Arendse (Cidade do Cabo, 27 de junho de 1967) é um ex-futebolista sul-africano, que atuava como goleiro.

## Carreira
Arendse jogou no Oxford United, Fulham FC (ambos da Inglaterra), Cape Town Spurs, Santos, Mamelodi Sundowns, SuperSport United e Bidvest Wits. É também co-apresentador do SuperSport, o canal de esportes da África do Sul.

## Seleção
Jogou na Seleção Sul-Africana de Futebol. Esteve inicialmente na Copa do Mundo FIFA de 1998, mas teve de retirar-se devido a lesão. Seu substituto Paul Evans também se retirou devido a uma lesão e foi substituído por Simon Gopane, que foi o primeiro goleiro a usar o número 23 nas finais do campeonato. Mais tarde, ele participou da Copa do Mundo FIFA de 2002, e aposentou-se da sua carreira internacional em 2004.

## Títulos
África do Sul
- Copa das Nações Africanas: 1996